# Christophe-Thiébault d'Hoffelize
Christophe-Thiébault, comte d'Hoffelize (20 septembre 1767, Nancy - 2 juillet 1842, Nancy) est un militaire et homme politique français, membre de la famille d'Hoffelize.

## Biographie
Fils de Charles-George, comte d'Hoffelize, chambellan de leurs Majestés Impériales, colonel d'un régiment de grenadiers royaux de son nom, et Marie-Louise de Nettancourt, il devient capitaine au régiment de chasseurs de Lorraine en 1784 et aide de camp de son père.
Il quitta la France au début de la Révolution, servit dans l'armée de Condé et, rentré en France sous le Consulat, n'exerça aucune fonction jusqu'au retour des Bourbons. 
Il reprit du service comme lieutenant-colonel de cavalerie et chef d'escadron de gendarmerie ; puis il fut élu, le 6 mars 1824, député de la Meurthe, au collège de département. D'Hoffelize siégea à droite et fit partie de la majorité qui soutint Villèle au pouvoir. Des affaires de famille l'éloignèrent de la Chambre pendant une grande partie de la session de 1825. 
Il était chevalier de Saint-Louis et chevalier de la Légion d'honneur.
Il est le frère de Joseph-Gaspard d'Hoffelize.

## Sources
- « Christophe-Thiébault d'Hoffelize », dans Adolphe Robert et Gaston Cougny, Dictionnaire des parlementaires français, Edgar Bourloton, 1889-1891 [détail de l’édition]